# Лучкевич Ігор Валерійович
Ігор Валерійович Лучкевич (нар. 19 листопада 1973, Олександрівка, Новотроїцький район, Херсонська область) — український футболіст, що грав на позиції півзахисника, виступав у складі національної збірної України. По завершенні ігрової кар'єри — футбольний тренер.
Син Валерій Лучкевич — також футболіст, гравець юнацьких збірних України.

## Клубна кар'єра
Народився 1973 року в с. Олександрівка, Новотроїцького району, Херсонської області. Невдовзі переїхав з родиною до Мелітополя, де почав займатися футболом у школі місцевого «Торпедо». У 16-річному віці перебрався до обласного центру, Запоріжжя, де продовжив займатися у футбольній школі СК «Орбіта», а трохи згодом потрапив до молодіжної команди запорізького «Металурга».
В сезоні 1991 року потрапив до заявки основної команди запорізького клубу, а 12 липня 1991 року провів свою єдину, як виявилося згодом, гру у вищій лізі чемпіонату СРСР. В наступному сезоні, який «Металург» проводив вже у чемпіонаті України, молодий півзахисник записав до активу вже 10 матчів у складі основної команди, після чого отримав стабільне місце в «основі» команди та поступово став ключовою фігурою її півзахисту.
Грав у Запоріжжі до кінця 1997 року, після чого перейшов до донецького «Металурга», а ще за півроку, влітку 1998, став гравцем львівських «Карпат», які на той час були одним з лідерів клубного футболу України. Протягом перших двох сезонів грав за львівську команду епізодично, провівши основну частину часу заліковуючи травми та намагаючись відновити фізичні кондиції після них. На початку 2000-х почав більш регулярно виходити на поле у складі «Карпат», у тому числі й з капітанською пов'язкою. Втім, з початку 2003 року втратив довіру тренерів команди і влітку того ж року був відданий в оренду до сімферопольської «Таврії».
По завершенні піврічної оренди в «Таврії» отримав пропозицію повернутися до свого «рідного» запорізького «Металурга», в якому провів останні два роки своєї ігрової кар'єри.

## Виступи за збірні
З 1990 року залучався до лав юнацької збірної СРСР, якій допоміг вибороти путівку до фінальної частини юнацького чемпіонату Європи 1992 року.
13 серпня 1996 року Лучкевич став першим представником запорізького «Металурга» у складі національної збірної України, провівши на полі усю товариську гру проти збірної Литви. Наприкінці серпня 1996 вийшов в основному складі збірної на перший матч кваліфікаційного раунду чемпіонату світу проти збірної Північної Ірландії. Проте ще за декілька тижнів, граючи за клуб, отримав травму, яка залишила його на півроку без футболу. Після відновлення до лав національної команди викликів вже не отримував. 

## Тренерська робота
Завершивши виступи на футбольному полі, залишився в запорізькому «Металурзі», ставши тренером другої команди клубу. 2012 року, протягом якого головна команда «Металурга» змінила п'ятьох головних тренерів, нетривалий час очолював її тренерський штаб як виконувач обов'язків головного тренера. Під його орудою запорожці провели дві гри чемпіонату України, після чого до команди прийшов новий головний тренер, Сергій Ковалець.
Лучкевич залишився у Запоріжжі, тренував молодіжну команду «Металурга».
З 2013 року працює асистентом головного тренера ФК «Полтава».